# Yves-Thibault de Silguy
Yves-Thibault de Silguy (Rennes, 22 juli 1948) is een zakenman en politicus van Franse afkomst. In de jaren negentig was hij Eurocommissaris in de Commissie-Santer (1995-99). Als Eurocommissaris was Silguy nauw betrokken bij de voorbereidingen voor de invoer van de euro.

## Biografie
Yves de Silguy studeerde rechten aan het Institut d'études politiques de Paris. Vervolgens studeerde hij tot 1976 aan de École nationale d'administration. Tussen 1976 en 1981 was Silguy werkzaam als ambtenaar op het Franse Ministerie van Buitenlandse Zaken. In januari 1981 werd hij benoemd als raadadviseur van Eurocommissaris François-Xavier Ortoli. Deze functie bekleedde Silguy tot januari 1985. Eind jaren tachtig werkte hij in het bedrijfsleven en was hij tussen 1986 en 1988 adviseur in het kabinet van premier Jacques Chirac. Begin jaren negentig was Silguy werkzaam bij de Organisatie voor Economische Samenwerking en Ontwikkeling (OESO).
Naast zijn werk bij de OESO was Silguy tussen 1993 en 1995 adviseur Europese Zaken in het kabinet van premier Édouard Balladur. In januari 1995 werd hij benoemd tot het Franse lid bij de Europese Commissie. Vier jaar later werd Silguy opgevolgd door Pascal Lamy.
 Martin Bangemann ·  Ritt Bjerregaard ·  Emma Bonino ·  Leon Brittan ·  Hans van den Broek ·  Édith Cresson ·  João de Deus Pinheiro ·  Franz Fischler ·  Pádraig Flynn ·  Anita Gradin ·  Neil Kinnock ·  Erkki Liikanen ·  Manuel Marín ·  Karel Van Miert ·  Mario Monti ·  Marcelino Oreja ·  Christos Papoutsis ·  Jacques Santer ·  Yves Thibault de Silguy ·  Monika Wulf-Mathies
- Bibliothèque nationale de France: cb134829613 (data)
- Gemeinsame Normdatei: 171479785
- International Standard Name Identifier: 0000 0001 0882 2509
- Library of Congress Control Number: n97030061
- Nationale Bibliotheek van Tsjechië: mzk2012731967
- Parlement.com: vi2jn0d9xviy
- Système universitaire de documentation: 035490543
- Virtual International Authority File: 27217862
- WorldCat: E39PBJxcXJMgFhCBtdKkMCChHC